# Minerva Mirabal
María Argentina Minerva Mirabal Reyes dit Minerva Mirabal née le 12 mars 1926 à Salcedo, et morte le 25 novembre 1960, est une activiste politique de la République dominicaine. Elle est l'une des trois sœurs Mirabal assassinées par le dictateur Rafael Trujillo.

## Jeunesse
À l'âge de 22 ans, Minerva rencontre Trujillo, lors d'une fête élitiste à laquelle elle est invitée avec sa famille, et repousse ses avances sexuelles ce qui la conduit à être emprisonnée et à ne pas pouvoir exercer son métier d'avocate. Six ans plus tard, elle est amenée à s'inscrire à l'université de Saint-Domingue, où elle obtient son diplôme avec mention très bien et devient la première femme à obtenir un diplôme de droit en République dominicaine.

## Militantisme
Sous le régime de Trujillo, des groupes de résistance se forment en République dominicaine et également parmi les Dominicains vivant à l'étranger. Si la majorité des membres du mouvement sont des hommes, de nombreuses femmes, dont les sœurs Mirabal, les rejoignent. Minerva et son mari, Manolo, sont les pionniers du mouvement de résistance contre le dictateur. Ensemble, ils forment le Mouvement révolutionnaire 14 Juin au début des années 60.
Après la formation de ce mouvement de résistance, de nombreuses arrestations de résistants et de leurs familles ont lieu. Les femmes incarcérées, dont les sœurs Mirabal, finissent par être libérées en signe de clémence de la part du dictateur.

## Vie personnelle
Minerva est mariée à Manuel Aurelio Tavárez Justo, dit Manolo, avec qui elle est allée à l'école et qu'elle a rencontré lors de vacances à Jarabacoa en 1954,. Manolo est également un étudiant en droit qui la rejoint dans ses activités révolutionnaires. Ils se marient et ont deux enfants, Minerva Josefina, en novembre 1955, et Manuel Enrique, en janvier 1960.

## Mort
Le 25 novembre 1960, alors que trois des sœurs, Minerva, Patria et María Teresa, reviennent de la prison où étaient détenus leurs maris, dirigeants du Mouvement révolutionnaire 14 juin, elles tombent dans une embuscade tendue par des agents du Service de renseignement militaire à l'extérieur de Puerto Plata. Elles sont battues à mort, ainsi que leur chauffeur Rufino de la Cruz. Leurs corps sont retrouvés avec le véhicule, au fond d'un ravin. Alors que la scène de crime était censée indiquer que les sœurs et le chauffeur étaient morts dans une « chute accidentelle », il est largement admis que leur mort est l'œuvre du dictateur, ce qui suscite l'indignation nationale et est qualifié de « goutte d'eau qui a fait déborder le vase pour le peuple dominicain ».

## Conséquences
Selon l'historien Bernard Diederich, « l'assassinat des sœurs Mirabal a eu plus d'effet sur les Dominicains que la plupart des autres crimes du dictateur. Les assassinats, ont eu un effet sur leur machisme et ont ouvert la voie à l'assassinat de Trujillo six mois plus tard, le 30 mai 1961 »,.

## Hommages
Chaque année, le 25 novembre, les trois sœurs, sont honorées lors de la Journée internationale pour l'élimination de la violence à l'égard des femmes, déclarée en leur honneur par l'Organisation des Nations unies. Les commémorations des trois sœurs (appelées martyres par certains) ont donné lieu à de nombreux poèmes, chansons et livres, dont le deuxième roman de Julia Alvarez, In the Time of the Butterflies paru en 1994, qui a été adapté au cinéma en 2001,.